# Al-Jazari
Abū al-'Iz Ibn Ismā'īl ibn al-Razāz al-Jazarī (1136 - 1206) (în arabă: أَبُو اَلْعِزِ بْنُ إسْماعِيلِ بْنُ الرِّزاز الجزري) a fost un celebru savant și inventator kurzi. 

## Biografie
Numele său provine de la Al-Jazira, vechea denumire arabă a zonei (aflată astăzi în nordul Irakului și nord-estul Siriei) unde s-a născut.

## Opera

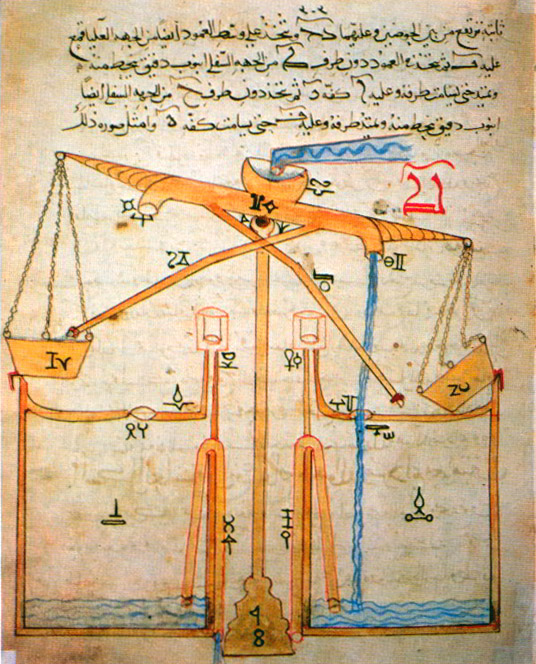
Pompă de apă inventată de Al-Jazari

Continuând tradiția meșteșugarilor, Al-Jazari a fost mai mult un inginer practic decât un inventator. Totuși, numeroasele sale invenții devansează într-o mare măsură orizontul acelei epoci.